# 京都ノートルダム女子大学
京都ノートルダム女子大学（きょうとノートルダムじょしだいがく、英語: Kyoto Notre Dame University）は、日本の私立大学である。京都府京都市左京区に本部を置く。略称はダム女（ダムじょ）。設置者は学校法人ノートルダム女学院。
2025年4月25日、2026年度以降の学生募集を停止すると発表した。2025年春に入学した学生の卒業をもって、大学院を含めて閉学する見通し。学校法人ノートルダム女学院が運営する小、中、高校は存続させる。

## 概観

### 教育理念
「徳と知」を建学の精神とし、社会と国際社会の平和に貢献できる感性豊かな女性の育成を目指して教育に取り組む。なお、「徳と知」は「virtue and knowledge」と訳されて校歌の歌詞にも入っている。

## 沿革

### 年表

#### 開学前
- 1833年 マザーテレジア・ゲルハルディンガー（英語版）によって、ドイツのバイエルン王国にノートルダム教育修道女会創立。以降、ヨーロッパで、学校、幼稚園、障害者の介護等の教育活動に携わる。
- 1948年 米国セントルイスから修道女会の4人のシスターが京都に派遣される[3]。
- 1952年 ノートルダム女学院中学校設立。
- 1953年 ノートルダム女学院高等学校設立。
- 1954年 ノートルダム学院小学校設立。

#### 開学後
- 1961年 ノートルダム女子大学創立[3]。文学部英語英文学科開設。
- 1963年 文学部生活文化学科開設。
- 1999年 大学名を「京都ノートルダム女子大学」と改称[3]。
- 2000年 文学部を人間文化学部と改称。人間文化学科、生活福祉文化学科、生涯発達心理学科開設。（生活文化学科を改組）
- 2002年 大学院人間文化研究科応用英語専攻（修士課程）開設。
- 2003] 大学院人間文化研究科生涯発達臨床心理学専攻（修士課程）開設。
- 2004年 大学院人間文化研究科生活福祉文化専攻（修士課程）開設。
- 2005年 心理学部心理学科開設。（生涯発達心理学科を改組） 大学院心理学研究科発達・学校心理学専攻（博士前期課程）、臨床心理学専攻（博士前期課程） 開設。（生涯発達臨床心理学専攻（修士課程）を改組）また、心理学専攻（博士後期課程）を開設。大学院人間文化研究科人間文化専攻（修士課程）開設。
- 2007年 生活福祉文化学部開設（生活福祉文化学科を改組）。
- 2013年 心理学部心理学科現代心理専攻開設（発達心理専攻より名称変更）。
- 2017年 現代人間学部福祉生活デザイン学科、心理学科、こども教育学科開設（生活福祉文化学部、心理学部を改組）。
- 2019年 国際言語文化学部英語英文学科、国際言語文化学部国際日本文化学科開設（人間文化学部英語英文学科、人間文化学部人間文化学科より名称変更）。
- 2021年 現代人間学部生活環境学科開設（福祉生活デザイン学科より名称変更）。
- 2023年 社会情報課程開設。
- 2023年12月11日 奈良先端科学技術大学院大学と推薦入学協定を締結[4][5]。
- 2025年 女性キャリアデザイン学環開設。社会情報学環開設（社会情報課程より名称変更）。2026年度以降の学生募集停止を決定[1][2]。
- 2026年 人文学部言語文化学科（英語英文学コース・多文化共生コース・日本語日本文化コース）開設予定（国際言語文化学部英語英文学科と国際言語文化学部国際日本文化学科を統合改組）[6]。
- 2029年 閉学予定。

## 教育および研究

### 組織

#### 学部等
- 国際言語文化学部
  - 英語英文学科
    - グローバル英語コース
    - 英語英文学コース

  - 国際日本文化学科
    - 日本語日本文化領域
    - 国際文化領域

- 現代人間学部
  - 生活環境学科
  - 心理学科
    - 心理カウンセリングコース
    - 社会・ビジネス心理コース

  - こども教育学科
    - 初等教育コース
    - 幼児教育コース

- 女性キャリアデザイン学環
- 社会情報学環

#### 研究科
- 人間文化研究科
  - 応用英語専攻
  - 人間文化専攻

- 心理学研究科
  - 臨床心理学専攻
  - 心理学専攻

## 学生生活

### 部活動・サークル活動
- 体育会系・文化系を合わせ、約30団体の部活、サークルなどがある[要出典]。
- 京都大学のサークルに入ることも多い[要検証 – ノート]。京都三大女子大（京都女子大、同志社女子大、京都ノートルダム女子大）と同じインカレサークル。

### 学祭
- 10月の終わりごろにND祭と呼ばれる学園祭が行われる[要出典]。約30の店を部活やサークル、ゼミなどが出店する。

### クリスマス
- 12月にノートルダムクリスマスという行事が行われる[要出典]。小学校、中学、高校の生徒やその家族、地域住民などが集まり、キャンドルが灯る中美しい演目が行われる。

## 大学関係者と組織

### 大学関係者一覧

#### 著名な出身者
- 大谷由里子 - プロデューサー
- 大国麗 - お笑い芸人
- 溝上真紀子 - 声優

## 施設

### キャンパス
- 交通アクセス：京都市営地下鉄烏丸線「北山駅」下車、徒歩7分[7][8]。

北山通および下鴨本通に面しており、周辺には京都工芸繊維大学や京都府立大学といった他大学が存在する。その近さゆえ、京都工芸繊維大学と包括協定を結んでおり、京都工芸繊維大学のキャンパス内には「ノートルダム館」という名前の施設がある。私立大学の施設が国立大学の敷地に建設される初のケースであった。

## 対外関係

### 他大学との協定

#### 国際・学術交流等協定校
- カリフォルニア大学デービス校（アメリカ・カリフォルニア州）
- ハワイ大学マノア校（ハワイ大学システム）（アメリカ・ハワイ州）
- レジャイナ大学（カナダ・サスカチュワン州・レジャイナ市）
- 韓国カトリック大学（韓国・ソウル特別市）
- 同済大学（中国・上海市）
- ベトナム国家大学ホーチミン市校（ベトナム・ホーチミン市）
- イースト・アングリア大学（イギリス・イングランド・ノーフォーク・ノリッジ）
- リーズ大学（イギリス・ウェスト・ヨークシャー州・リーズ）
- エジンバラ大学（イギリス・スコットランド・ロージアン州・エディンバラ）
- 日欧文化交流学院（デンマーク）
- モナッシュ大学（オーストラリア・ビクトリア州・メルボルン）
- グリフィス大学（オーストラリア・クイーンズランド州・ブリスベン）
- オークランド大学（ニュージーランド・北島・オークランド市）

### 姉妹校
- メリーランド・ノートルダム大学（アメリカ・メリーランド州）
- マウントメリー大学（アメリカ・ウィスコンシン州）
- レジス大学（アメリカ・コロラド州）

- ノートルダム学院小学校
- ノートルダム女学院中学校・高等学校